# Caps d'estat d'Espanya
Els caps d'estat d'Espanya han sigut al llarg de la història d'Espanya o bé reis o bé caps d'estat de les Repúbliques d'Espanya.

## Llista cronològica
Casa d'Àustria (1555-1700):
- Carles I (1555-1556)
- Felip II (1556-1598)
- Felip III (1598-1621)
- Felip IV (1621-1665)
- Carles II (1665-1700)

Casa de Borbó (1700-1868):
- Felip V (1700-1724)
- Lluís I (1724)
- Felip V (1724-1746) (tornada)
- Ferran VI (1746-1759)
- Carles III (1759-1788)
- Carles IV (1788-1808)
- Ferran VII (1808-1833)
- Josep I Bonaparte (1808-1813)
- Isabel II (1833-1868)

Govern provisional:
- Francesc Serrano (1868-1871)

Casa de Savoia
- Amadeu I (1871-1873)

Primera República Espanyola:
- Estanislao Figueras (11 de febrer a 11 de juny de 1873)
- Francesc Pi i Margall (11 de juny a 18 de juliol de 1873)
- Nicolàs Salmerón (18 de juliol a 7 d'agost de 1873)
- Emilio Castelar (7 d'agost de 1873 a 3 de gener de 1874)

Casa de Borbó:
- Alfons XII (1875-1885)
- Alfons XIII (1886-1931)

Segona República Espanyola (1931-1939):
- Niceto Alcalá Zamora (1931-1936)
- Manuel Azaña (1936-1939)

Dictadura franquista:
- Francisco Franco (1936-1975)[1]

Casa de Borbó (1975-):
- Joan Carles I d'Espanya (1975[1]-2014)
- Felip VI (2014-)[2]